# Copa de Oro de la Concacaf 2017
La Copa de Oro 2017 fue la vigésima cuarta edición del máximo torneo de selecciones organizado por la Confederación de Fútbol Asociación de Norteamérica, Centroamérica y el Caribe (Concacaf por sus siglas en inglés). El torneo inició el 7 de julio de 2017 y terminó el 26 de julio del mismo año.
En esta edición Estados Unidos se coronó campeón del torneo al derrotar en la final a la selección de Jamaica por 2-1, logrando así su sexta Copa de Oro.

## Sede

### Estadios
El 19 de diciembre de 2016 Concacaf anunció las 13 ciudades sedes del torneo y los estadios de la fase de grupos y de cuartos de final. El 1 de febrero de 2017 fue anunciado al Levi's Stadium como sede para albergar la final de este torneo. El 14 de febrero de 2017 se anunciaron los estadios que albergarán los partidos de semifinales, partido por el tercer lugar y final.
Los estadios de Harrison, Frisco y Houston son los únicos que albergan equipos de la Major League Soccer. Los demás son estadios de fútbol americano. Mientras que los estadios de Nashville, Cleveland y San Francisco debutan en este certamen.
| Harrison              | Nashville | San Diego | Houston                              |
| --------------------- | --- | --- | ------------------------------------ |
| Nueva Jersey          | Tennessee | California | Texas                                |
| Red Bull Arena        | Nissan Stadium | Estadio Qualcomm | BBVA Compass Stadium                 |
| Capacidad: 25 189     | Capacidad: 68 798 | Capacidad: 71 294 | Capacidad: 22 000                    |
|                       | | |                                      |
| Tampa Bay             | Harrison Nashville San Diego Houston Tampa Bay Denver Dallas (Frisco) Cleveland San Antonio Santa Clara Dallas Los Ángeles Filadelfia Phoenix | Harrison Nashville San Diego Houston Tampa Bay Denver Dallas (Frisco) Cleveland San Antonio Santa Clara Dallas Los Ángeles Filadelfia Phoenix | Denver                               |
| Florida               | Harrison Nashville San Diego Houston Tampa Bay Denver Dallas (Frisco) Cleveland San Antonio Santa Clara Dallas Los Ángeles Filadelfia Phoenix | Harrison Nashville San Diego Houston Tampa Bay Denver Dallas (Frisco) Cleveland San Antonio Santa Clara Dallas Los Ángeles Filadelfia Phoenix | Colorado                             |
| Raymond James Stadium | Harrison Nashville San Diego Houston Tampa Bay Denver Dallas (Frisco) Cleveland San Antonio Santa Clara Dallas Los Ángeles Filadelfia Phoenix | Harrison Nashville San Diego Houston Tampa Bay Denver Dallas (Frisco) Cleveland San Antonio Santa Clara Dallas Los Ángeles Filadelfia Phoenix | Sports Authority Field               |
| Capacidad: 65 857     | Harrison Nashville San Diego Houston Tampa Bay Denver Dallas (Frisco) Cleveland San Antonio Santa Clara Dallas Los Ángeles Filadelfia Phoenix | Harrison Nashville San Diego Houston Tampa Bay Denver Dallas (Frisco) Cleveland San Antonio Santa Clara Dallas Los Ángeles Filadelfia Phoenix | Capacidad: 76 125                    |
|                       | Harrison Nashville San Diego Houston Tampa Bay Denver Dallas (Frisco) Cleveland San Antonio Santa Clara Dallas Los Ángeles Filadelfia Phoenix | Harrison Nashville San Diego Houston Tampa Bay Denver Dallas (Frisco) Cleveland San Antonio Santa Clara Dallas Los Ángeles Filadelfia Phoenix |                                      |
| Dallas (Frisco)       | Cleveland | San Antonio | Área de la Bahía                     |
| Texas                 | Ohio | Texas | California                           |
| Estadio Toyota        | Estadio FirstEnergy | Alamodome | Levi's Stadium                       |
| Capacidad: 21 193     | Capacidad: 73 200 | Capacidad: 65 000 | Capacidad: 72 864                    |
|                       | | |                                      |
| Dallas                | Los Ángeles | Filadelfia | Phoenix                              |
| Texas                 | California | Pensilvania | Arizona                              |
| AT&T Stadium          | Estadio Rose Bowl | Lincoln Financial Field | Estadio de la Universidad de Phoenix |
| Capacidad: 85 000     | Capacidad: 92 600 | Capacidad: 68 532 | Capacidad: 63 400                    |
|                       | | |                                      |

## Formato de competición
El torneo se desarrolla dividido en cuatro etapas: fase de grupos, cuartos de final, semifinales y final.
En la fase de grupos los doce equipos participantes se dividen en 3 grupos de 4 equipos, cada equipo juega una vez contra sus rivales de grupo con un sistema de todos contra todos, los equipos son clasificados en los grupos según los puntos obtenidos en todos sus partidos jugados los cuales son otorgados de la siguiente manera:
- 3 puntos por partido ganado.
- 1 punto por partido empatado.
- 0 puntos por partido perdido.

Clasifican a los cuartos de final los dos primeros lugares de cada grupo, así como los dos mejores terceros. Si al término de la fase de grupos dos o más equipos terminan empatados en puntos se aplican los siguientes criterios de desempate:
- La diferencia de goles en los partidos del grupo.
- La mayor cantidad de puntos obtenidos en los partidos entre los equipos en cuestión.
- Sorteo por parte del Comité de la Copa Oro.

La clasificación de los dos mejores terceros se determina mediante los siguientes criterios:
- La mayor cantidad de puntos obtenidos en los partidos de grupo.
- La diferencia de goles en los partidos de grupo.
- La mayor cantidad de goles anotados en los partidos de grupo.
- Sorteo por parte del Comité de la Copa Oro.

En los cuartos de final los 8 equipos clasificados a esta instancia forman 4 series de dos equipos, los ganadores de cada serie clasifican a las semifinales, y los ganadores de las semifinales disputan la final del torneo. Los enfrentamientos de cuartos de final y semifinales se determinan de la siguiente manera:
| Cuartos de final - Ganador Grupo A - Segundo Grupo B (Semifinalista 1) - Ganador Grupo B - Tercero Grupo A/C (Semifinalista 2) - Ganador Grupo C - Tercero Grupo A/B (Semifinalista 3) - Segundo Grupo C - Segundo Grupo A (Semifinalista 4) | Semifinales - Semifinalista 1 - Semifinalista 2 - Semifinalista 3 - Semifinalista 4 |

Los cuartos de final, semifinales y final se juegan con un sistema de eliminación directa, si algún partido de estas fases termina empatado luego de los noventa minutos de tiempo de juego reglamentario se procede a jugar un tiempo extra consistente en dos periodos de 15 minutos, si la igualdad persiste se define al ganador mediante tiros desde el punto penal.

## Clasificación

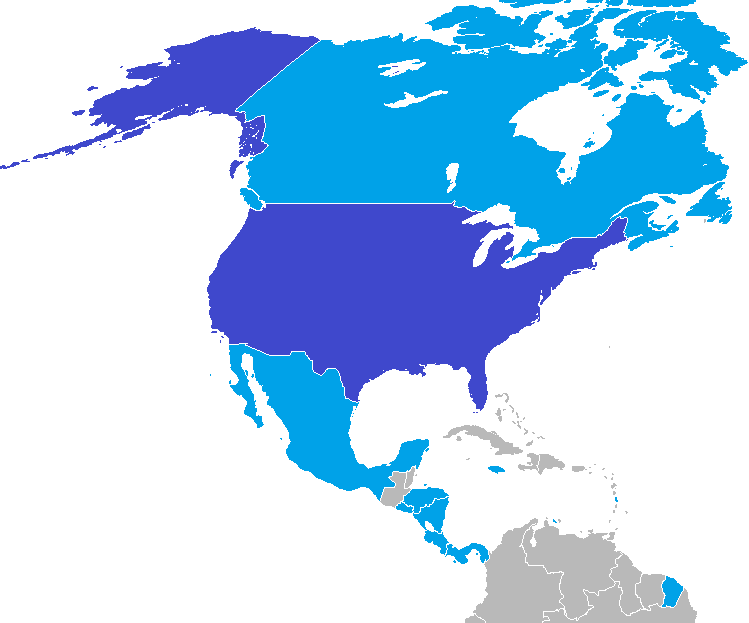
Países clasificados a la Copa Oro de la CONCACAF 2017.

Como desde la primera edición del torneo las tres selecciones pertenecientes a la Unión Norteamericana de Fútbol (NAFU), Canadá, Estados Unidos y México clasificaron automáticamente, mientras que las selecciones pertenecientes a la Unión Centroamericana de Fútbol (UNCAF) y a la Unión Caribeña de Fútbol (CFU) disputaron torneos clasificatorios que fueron a su vez los torneos regionales de ambos organismos subordinados de la Concacaf, la repartición de los 9 cupos en cuestión fue la siguiente:
- Centroamérica: 4,5
- Caribe: 4,5

Un repechaje entre el quinto clasificado de ambos torneos regionales definiría al décimo segundo y último clasificado a la Copa de Oro.
La Copa Centroamericana 2017 se llevó a cabo en Panamá del 13 al 22 de enero de 2017 y en ella participaron 6 de las 7 selecciones que conforman la UNCAF, debido a que Guatemala quedó fuera del torneo, debido a su suspensión por parte de la FIFA de no poder competir en ningún torneo internacional, tanto a nivel de clubes como de selección. Los 4 primeros lugares de esta competencia consiguieron su clasificación directa al torneo, siendo Honduras, Panamá, Costa Rica y El Salvador los clasificados.
La Copa del Caribe de 2016 constó de varias rondas preliminares antes de llegar a la ronda final, en esta última se encuentran participando 12 equipos desde el 5 de octubre hasta el 13 de noviembre del año en curso. Los 4 primeros lugares de este torneo ya consiguieron su clasificación directa, y estos fueron,  Martinica, Curazao, Guayana Francesa y finalmente Jamaica, siendo Curazao y Guayana Francesa los que debutarán en esta edición.
Mientras que el quinto lugar de la Copa del Caribe de 2016, Haití, se enfrentaría al quinto lugar de la Copa Centroamericana 2017, Nicaragua, para definir al último clasificado a la Copa Oro 2017, los días del repechaje fueron el 24 y 28 de marzo de 2017. Nicaragua se clasificaría tras un global de 4-3 tras perder la ida 3-1 y ganar la vuelta 3-0.

### Árbitros
Los partidos oficiales y los referees seleccionados, fueron publicados el 23 de junio de 2017, en total son 17 árbitros centrales y 25 asistentes.
| Centrales - Joel Aguilar - Henry Bejarano - Drew Fischer - Roberto García Orozco - Mark Geiger | - Fernando Guerrero - Walter López - Jair Marrufo - Yadel Martínez - Melvin Matamoros - Oscar Moncada - Ricardo Montero | - John Pitti - César Ramos - Héctor Rodríguez - Armando Villarreal - Kimbell Ward |

| Árbitros Asistentes - Frank Anderson - Joseph Bertrand - Graeme Browne - Ronald Bruna - José Luis Camargo - Keytzel Corrales - Melvyn Cruz - Carlos Fernández | - Geonvany García - Miguel Hernández - Hermenerito Leal - Gerson López - Juan Carlos Mora - Charles Morgante - Alberto Morin - Marcos Quintero - Christian Ramírez - Ainsley Rochard | - Corey Rockwell - Jesús Tabora - Marvin Torrentera - William Torres - Gabriel Victoria - Daniel Williamson - Juan Francisco Zumba |

## Equipos participantes
Las selecciones de Canadá, Estados Unidos y México tienen asegurada su clasificación.
- En cursiva los equipos debutantes.

| Clasificatorias | Clasificatorias | Clasificatorias | Clasificatorias | Clasificatorias | Clasificatorias |
| --------------- | --------------- | --------------- | --------------- | --------------- | --------------- |
|                 | UNCAF           |                 |                 | CFU             |                 |

| Equipos participantes | Equipos participantes | Equipos participantes | Equipos participantes |
| --------------------- | --------------------- | --------------------- | --------------------- |
| Canadá                | Costa Rica            | Curazao               | El Salvador           |
| Estados Unidos        | Guayana Francesa      | Honduras              | Jamaica               |
| Martinica             | México                | Nicaragua             | Panamá                |

### Repechaje
La Selección de Nicaragua al ser el quinto puesto de la Copa Centroamericana 2017, debió enfrentarse al quinto lugar de la Copa del Caribe de 2016; el cual fue la Selección de Haití, para definir el último clasificado a la Copa de Oro 2017. El orden de los encuentros fueron definidos el día 3 de febrero de 2017.
Las fechas de los partidos fueron los días 24 y 28 de marzo de 2017.
| 24 de marzo de 2017, 19:00 | Haití                               | 3:1 (2:0) | Nicaragua     | Stade Sylvio Cator, Puerto Príncipe |                          |
|                            | Louis 21' · Belfort 39' · Louis 55' | Reporte   | Chavarría 86' | Árbitro(s): Drew Fischer            | Árbitro(s): Drew Fischer |

| 28 de marzo de 2017, 19:00 | Nicaragua                  | 3:0 (0:0) | Haití | Estadio Nacional, Managua |                         |
|                            | Barrera 85' (pen.) 87' 90' | Reporte   |       | Árbitro(s): Jorge Rojas   | Árbitro(s): Jorge Rojas |

### Clasificado a la Copa de Oro de la Concacaf 2017
| Nicaragua   |
| Ganador 4:3 |

## Sorteo
El 19 de diciembre de 2016 la Concacaf anunció a Estados Unidos y México como cabezas de serie de los grupos B y C respectivamente.
| Bombo 1 (Cabezas de grupo)                                                                       | Bombo 2                       | Bombo 3                            | Bombo 4                  |
| ------------------------------------------------------------------------------------------------ | ----------------------------- | ---------------------------------- | ------------------------ |
| Estados Unidos (Asignado al grupo B) México (Asignado al grupo C) Honduras (Asignado al grupo A) | Costa Rica El Salvador Panamá | Curazao Guayana Francesa Martinica | Canadá Jamaica Nicaragua |

## Resultados
- Las horas indicadas corresponden al huso horario local de cada ciudad sede:
  - Horario de verano del este de Norteamérica-EDT (UTC-4), en Harrison, Filadelfia, Tampa Bay, Cleveland 
  - Horario de verano del Centro-CDT (UTC-5), en Nashville, Dallas, San Antonio, Houston
  - Horario de verano del Tiempo de la montaña-MDT (UTC-6), en Phoenix y Denver
  - Horario de verano del Tiempo del Pacífico-PDT (UTC-7), en Los Ángeles, San Diego y Santa Clara

### Fase de grupos
El calendario del orden de los partidos se oficializó junto con el sorteo realizado el día 7 de marzo de 2017.

#### Grupo A
| Selección        | Pts. | PJ | PG | PE | PP | GF | GC | Dif |
| ---------------- | ---- | -- | -- | -- | -- | -- | -- | --- |
| Costa Rica       | 7    | 3  | 2  | 1  | 0  | 5  | 1  | 4   |
| Canadá           | 5    | 3  | 1  | 2  | 0  | 5  | 3  | 2   |
| Honduras         | 4    | 3  | 1  | 1  | 1  | 3  | 1  | 2   |
| Guayana Francesa | 0    | 3  | 0  | 0  | 3  | 2  | 10 | -8  |

| 7 de julio de 2017, 19:00 (UTC-4) | Guayana Francesa         | 2:4 (0:2) | Canadá                                       | Red Bull Arena, Harrison                               |                                                        |
|                                   | Contout 69' · Privat 71' | Reporte   | Jaković 28' · Arfield 45+2' · Davies 60' 85' | Asistencia: 25 817 espectadores Árbitro(s): John Pitti | Asistencia: 25 817 espectadores Árbitro(s): John Pitti |

| 7 de julio de 2017, 21:00 (UTC-4) | Honduras | 0:1 (0:1) | Costa Rica | Red Bull Arena, Harrison                                 |                                                          |
|                                   |          | Reporte   | Ureña 39'  | Asistencia: 25 817 espectadores Árbitro(s): Walter López | Asistencia: 25 817 espectadores Árbitro(s): Walter López |

| 11 de julio de 2017, 18:30 (UTC-5) | Costa Rica | 1:1 (1:1) | Canadá     | BBVA Compass Stadium, Houston                           |                                                         |
|                                    | Calvo 42'  | Reporte   | Davies 26' | Asistencia: 12 019 espectadores Árbitro(s): Mark Geiger | Asistencia: 12 019 espectadores Árbitro(s): Mark Geiger |

| 11 de julio de 2017, 21:00 (UTC-5) | Honduras | 3:0     | Guayana Francesa | BBVA Compass Stadium, Houston                              |                                                            |
|                                    |          | Reporte |                  | Asistencia: 12 019 espectadores Árbitro(s): Yadel Martínez | Asistencia: 12 019 espectadores Árbitro(s): Yadel Martínez |

| 14 de julio de 2017, 18:30 (UTC-5) | Costa Rica                               | 3:0 (1:0) | Guayana Francesa | Estadio Toyota, Frisco                                  |                                                         |
|                                    | Rodríguez 4' · Wallace 79' · Ramírez 83' | Reporte   |                  | Asistencia: 10 098 espectadores Árbitro(s): César Ramos | Asistencia: 10 098 espectadores Árbitro(s): César Ramos |

| 14 de julio de 2017, 21:00 (UTC-5) | Canadá | 0:0     | Honduras | Estadio Toyota, Frisco                                   |                                                          |
|                                    |        | Reporte |          | Asistencia: 10 098 espectadores Árbitro(s): Joel Aguilar | Asistencia: 10 098 espectadores Árbitro(s): Joel Aguilar |

#### Grupo B
| Selección      | Pts. | PJ | PG | PE | PP | GF | GC | Dif |
| -------------- | ---- | -- | -- | -- | -- | -- | -- | --- |
| Estados Unidos | 7    | 3  | 2  | 1  | 0  | 7  | 3  | 4   |
| Panamá         | 7    | 3  | 2  | 1  | 0  | 6  | 2  | 4   |
| Martinica      | 3    | 3  | 1  | 0  | 2  | 4  | 6  | -2  |
| Nicaragua      | 0    | 3  | 0  | 0  | 3  | 1  | 7  | -6  |

| 8 de julio de 2017, 15:30 (UTC-5) | Estados Unidos | 1:1 (0:0) | Panamá      | Nissan Stadium, Nashville                                     |                                                               |
|                                   | Dwyer 50'      | Reporte   | Camargo 60' | Asistencia: 47 622 espectadores Árbitro(s): Fernando Guerrero | Asistencia: 47 622 espectadores Árbitro(s): Fernando Guerrero |

| 8 de julio de 2017, 18:00 (UTC-5) | Martinica                  | 2:0 (1:0) | Nicaragua | Nissan Stadium, Nashville                               |                                                         |
|                                   | Parsemain 35' · Langil 66' | Reporte   |           | Asistencia: 5 515 espectadores Árbitro(s): Kimbell Ward | Asistencia: 5 515 espectadores Árbitro(s): Kimbell Ward |

| 12 de julio de 2017, 18:30 (UTC-4) | Panamá                | 2:1 (0:0) | Nicaragua     | Raymond James Stadium, Tampa                             |                                                          |
|                                    | Díaz 50' · Torres 57' | Reporte   | Chavarría 49' | Asistencia: 23 368 espectadores Árbitro(s): Drew Fischer | Asistencia: 23 368 espectadores Árbitro(s): Drew Fischer |

| 12 de julio de 2017, 20:30 (UTC-4) | Estados Unidos                | 3:2 (0:0) | Martinica         | Raymond James Stadium, Tampa                               |                                                            |
|                                    | González 54' · Morris 64' 76' | Reporte   | Parsemain 66' 75' | Asistencia: 23 368 espectadores Árbitro(s): Henry Bejarano | Asistencia: 23 368 espectadores Árbitro(s): Henry Bejarano |

| 15 de julio de 2017, 15:30 (UTC-4) | Panamá                                | 3:0 (1:0) | Martinica | Estadio FirstEnergy, Cleveland                                    |                                                                   |
|                                    | Murillo 44' · Arroyo 60' · Torres 67' | Reporte   |           | Asistencia: 27 934 espectadores Árbitro(s): Roberto García Orozco | Asistencia: 27 934 espectadores Árbitro(s): Roberto García Orozco |

| 15 de julio de 2017, 18:10 (UTC-4) | Nicaragua | 0:3 (0:1) | Estados Unidos                     | Estadio FirstEnergy, Cleveland                               |                                                              |
|                                    |           | Reporte   | Corona 36' · Rowe 56' · Miazga 88' | Asistencia: 27 934 espectadores Árbitro(s): Melvin Matamoros | Asistencia: 27 934 espectadores Árbitro(s): Melvin Matamoros |

#### Grupo C
| Selección   | Pts. | PJ | PG | PE | PP | GF | GC | Dif |
| ----------- | ---- | -- | -- | -- | -- | -- | -- | --- |
| México      | 7    | 3  | 2  | 1  | 0  | 5  | 1  | 4   |
| Jamaica     | 5    | 3  | 1  | 2  | 0  | 3  | 1  | 2   |
| El Salvador | 4    | 3  | 1  | 1  | 1  | 4  | 4  | 0   |
| Curazao     | 0    | 3  | 0  | 0  | 3  | 0  | 6  | -6  |

| 9 de julio de 2017, 16:00 (UTC-7) | Curazao | 0:2 (0:0) | Jamaica                     | Estadio Qualcomm, San Diego                                    |                                                                |
|                                   |         | Reporte   | Williams 58' · Mattocks 73' | Asistencia: 53 133 espectadores Árbitro(s): Armando Villarreal | Asistencia: 53 133 espectadores Árbitro(s): Armando Villarreal |

| 9 de julio de 2017, 18:30 (UTC-7) | México                                | 3:1 (2:1) | El Salvador | Estadio Qualcomm, San Diego                               |                                                           |
|                                   | Marín 8' · Hernández 29' · Pineda 55' | Reporte   | Bonilla 10' | Asistencia: 53 133 espectadores Árbitro(s): Óscar Moncada | Asistencia: 53 133 espectadores Árbitro(s): Óscar Moncada |

| 13 de julio de 2017, 18:00 (UTC-6) | El Salvador            | 2:0 (2:0) | Curazao | Sports Authority Field, Denver                               |                                                              |
|                                    | Mayen 21' · Zelaya 24' | Reporte   |         | Asistencia: 49 121 espectadores Árbitro(s): Héctor Rodríguez | Asistencia: 49 121 espectadores Árbitro(s): Héctor Rodríguez |

| 13 de julio de 2017, 20:00 (UTC-6) | México | 0:0     | Jamaica | Sports Authority Field, Denver                              |                                                             |
|                                    |        | Reporte |         | Asistencia: 49 121 espectadores Árbitro(s): Ricardo Montero | Asistencia: 49 121 espectadores Árbitro(s): Ricardo Montero |

| 16 de julio de 2017, 17:00 (UTC-5) | Jamaica             | 1:1 (0:1) | El Salvador | Alamodome, San Antonio                                   |                                                          |
|                                    | Mattocks 64' (pen.) | Reporte   | Bonilla 15' | Asistencia: 44 232 espectadores Árbitro(s): Jair Marrufo | Asistencia: 44 232 espectadores Árbitro(s): Jair Marrufo |

| 16 de julio de 2017, 19:00 (UTC-5) | Curazao | 0:2 (0:1) | México                        | Alamodome, San Antonio                                   |                                                          |
|                                    |         | Reporte   | Sepúlveda 22' · Álvarez 90+1' | Asistencia: 44 232 espectadores Árbitro(s): Kimbell Ward | Asistencia: 44 232 espectadores Árbitro(s): Kimbell Ward |

#### Mejores terceros
| Selección   | Gr. | Pts. | PJ | PG | PE | PP | GF | GC | Dif |
| ----------- | --- | ---- | -- | -- | -- | -- | -- | -- | --- |
| Honduras    | A   | 4    | 3  | 1  | 1  | 1  | 3  | 1  | 2   |
| El Salvador | C   | 4    | 3  | 1  | 1  | 1  | 4  | 4  | 0   |
| Martinica   | B   | 3    | 3  | 1  | 0  | 2  | 4  | 6  | -2  |

### Fase eliminatoria
|  | Cuartos de final | Cuartos de final |                |   | Semifinales | Semifinales |  |  | Final | Final |
|  |                  |                  |                |   |             |             |  |  |       |       |
|  | 19 de julio      |                  |                |   |             |             |  |  |       |       |
|  |                  |                  |                |   |             |             |  |  |       |       |
|  | Costa Rica       | 1                |                |   |             |             |  |  |       |       |
|  | Costa Rica       | 1                | 22 de julio    |   |             |             |  |  |       |       |
|  | Panamá           | 0                |                |   |             |             |  |  |       |       |
|  | Panamá           | 0                | Costa Rica     | 0 |             |             |  |  |       |       |
|  | 19 de julio      |                  | Costa Rica     | 0 |             |             |  |  |       |       |
|  |                  | Estados Unidos   | 2              |   |             |             |  |  |       |       |
|  | Estados Unidos   | Estados Unidos   | 2              | 2 |             |             |  |  |       |       |
|  | Estados Unidos   |                  | 26 de julio    | 2 |             |             |  |  |       |       |
|  | El Salvador      | 0                |                |   |             |             |  |  |       |       |
|  | El Salvador      | 0                | Estados Unidos | 2 |             |             |  |  |       |       |
|  | 20 de julio      |                  | Estados Unidos | 2 |             |             |  |  |       |       |
|  |                  | Jamaica          | 1              |   |             |             |  |  |       |       |
|  | México           | Jamaica          | 1              | 1 |             |             |  |  |       |       |
|  | México           | 23 de julio      |                | 1 |             |             |  |  |       |       |
|  | Honduras         | 0                |                |   |             |             |  |  |       |       |
|  | Honduras         | 0                | México         | 0 |             |             |  |  |       |       |
|  | 20 de julio      |                  | México         | 0 |             |             |  |  |       |       |
|  |                  | Jamaica          | 1              |   |             |             |  |  |       |       |
|  | Jamaica          | Jamaica          | 1              | 2 |             |             |  |  |       |       |
|  | Jamaica          |                  |                | 2 |             |             |  |  |       |       |
|  | Canadá           | 1                |                |   |             |             |  |  |       |       |
|  | Canadá           | 1                |                |   |             |             |  |  |       |       |

#### Cuartos de final
| 19 de julio de 2017, 18:00 (UTC-4) | Costa Rica       | 1:0 (0:0) | Panamá | Lincoln Financial Field, Filadelfia                       |                                                           |
|                                    | Godoy 77' (a.g.) | Reporte   |        | Asistencia: 31 615 espectadores Árbitro(s): Óscar Moncada | Asistencia: 31 615 espectadores Árbitro(s): Óscar Moncada |

| 19 de julio de 2017, 21:00 (UTC-4) | Estados Unidos              | 2:0 (2:0) | El Salvador | Lincoln Financial Field, Filadelfia                      |                                                          |
|                                    | González 41' · Lichaj 45+2' | Reporte   |             | Asistencia: 31 615 espectadores Árbitro(s): Drew Fischer | Asistencia: 31 615 espectadores Árbitro(s): Drew Fischer |

| 20 de julio de 2017, 17:30 (UTC-7) | Jamaica                   | 2:1 (1:0) | Canadá      | Estadio de la Universidad de Phoenix, Glendale              |                                                             |
|                                    | Francis 6' · Williams 50' | Reporte   | Hoilett 61' | Asistencia: 37 404 espectadores Árbitro(s): Ricardo Montero | Asistencia: 37 404 espectadores Árbitro(s): Ricardo Montero |

| 20 de julio de 2017, 22:30 (UTC-7) | México     | 1:0 (1:0) | Honduras | Estadio de la Universidad de Phoenix, Glendale           |                                                          |
|                                    | Pizarro 4' | Reporte   |          | Asistencia: 37 404 espectadores Árbitro(s): Walter López | Asistencia: 37 404 espectadores Árbitro(s): Walter López |

#### Semifinales
| 22 de julio de 2017, 22:00 (UTC-5) | Costa Rica | 0:2 (0:0) | Estados Unidos             | AT&T Stadium, Arlington                                  |                                                          |
|                                    |            | Reporte   | Altidore 72' · Dempsey 82' | Asistencia: 45 516 espectadores Árbitro(s): Joel Aguilar | Asistencia: 45 516 espectadores Árbitro(s): Joel Aguilar |

| 23 de julio de 2017, 21:00 (UTC-7) | México | 0:1 (0:0) | Jamaica      | Estadio Rose Bowl, Pasadena                            |                                                        |
|                                    |        | Reporte   | Lawrence 88' | Asistencia: 42 393 espectadores Árbitro(s): John Pitti | Asistencia: 42 393 espectadores Árbitro(s): John Pitti |

#### Final
| 26 de julio de 2017, 21:30 (UTC-7) | Estados Unidos            | 2:1 (1:0) | Jamaica    | Levi's Stadium, Santa Clara                              |                                                          |
|                                    | Altidore 45' · Morris 88' | Reporte   | Watson 50' | Asistencia: 63 032 espectadores Árbitro(s): Walter López | Asistencia: 63 032 espectadores Árbitro(s): Walter López |

|                                     |
| Bandera de Estados Unidos           |
| Campeón Estados Unidos Sexto título |

## Estadísticas

### Clasificación general

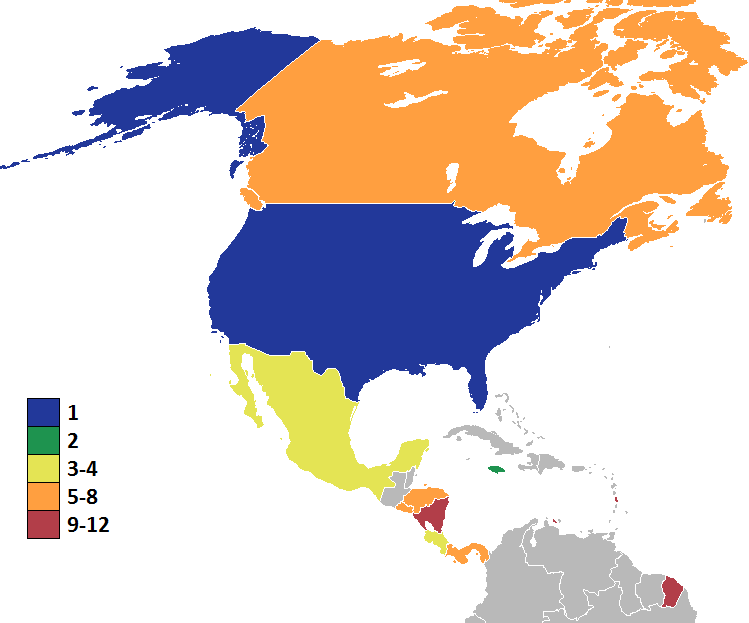
Mapa de resultados del torneo

La clasificación general indica la posición que cada selección ocupó al finalizar el torneo; el rendimiento se obtiene de la relación entre los puntos obtenidos y los partidos jugados por las selecciones y se expresa en porcentajes. La tabla está dividida según la fase alcanzada por cada país. Si algún partido de la segunda fase se define mediante tiros de penal, el resultado final del juego se considera como empate.
| Pos. | Selección        | Gr. | Pts. | PJ | PG | PE | PP | GF | GC | Dif | Rend.  |
| ---- | ---------------- | --- | ---- | -- | -- | -- | -- | -- | -- | --- | ------ |
| 1    | Estados Unidos   | B   | 16   | 6  | 5  | 1  | 0  | 13 | 4  | 9   | 88,89% |
| 2    | Jamaica          | C   | 11   | 6  | 3  | 2  | 1  | 7  | 4  | 3   | 61,11% |
| 3    | México           | C   | 10   | 5  | 3  | 1  | 1  | 6  | 2  | 4   | 66,67% |
| 4    | Costa Rica       | A   | 10   | 5  | 3  | 1  | 1  | 6  | 3  | 3   | 66,67% |
| 5    | Panamá           | B   | 7    | 4  | 2  | 1  | 1  | 6  | 3  | 3   | 58,33% |
| 6    | Canadá           | A   | 5    | 4  | 1  | 2  | 1  | 6  | 5  | 1   | 41,67% |
| 7    | Honduras         | A   | 4    | 4  | 1  | 1  | 2  | 3  | 2  | 1   | 33,33% |
| 8    | El Salvador      | C   | 4    | 4  | 1  | 1  | 2  | 4  | 6  | -2  | 33,33% |
| 9    | Martinica        | B   | 3    | 3  | 1  | 0  | 2  | 4  | 6  | -2  | 33,33% |
| 10   | Nicaragua        | B   | 0    | 3  | 0  | 0  | 3  | 1  | 7  | -6  | 0%     |
| 11   | Curazao          | C   | 0    | 3  | 0  | 0  | 3  | 0  | 6  | -6  | 0%     |
| 12   | Guayana Francesa | A   | 0    | 3  | 0  | 0  | 3  | 2  | 10 | -8  | 0%     |

### Goleadores
| Jugador          | Selección      | Goles | PJ |
| ---------------- | -------------- | ----- | -- |
| Kévin Parsemain  | Martinica      | 3     | 3  |
| Alphonso Davies  | Canadá         | 3     | 4  |
| Jordan Morris    | Estados Unidos | 3     | 6  |
| Nelson Bonilla   | El Salvador    | 2     | 4  |
| Gabriel Torres   | Panamá         | 2     | 4  |
| Omar González    | Estados Unidos | 2     | 6  |
| Jozy Altidore    | Estados Unidos | 2     | 6  |
| Darren Mattocks  | Jamaica        | 2     | 6  |
| Romario Williams | Jamaica        | 2     | 6  |

### Asistencias
| Jugador          | Selección      | Asistencias | PJ |
| ---------------- | -------------- | ----------- | -- |
| Johan Audel      | Martinica      | 3           | 3  |
| Rodolfo Zelaya   | El Salvador    | 2           | 4  |
| Miguel Camargo   | Panamá         | 2           | 4  |
| Elías Hernández  | México         | 2           | 5  |
| Alejandro Bedoya | Estados Unidos | 2           | 6  |

## Premios y reconocimientos

### Jugador del partido
Tras cada partido disputado, se eligió un jugador como el mejor del encuentro. Para determinar al ganador del «Jugador del partido», se abrió una votación en el sitio oficial del torneo para ser luego contabilizada por el Grupo de Estudios Técnicos de la Concacaf.
| Fase de grupos - 1.ª ronda | Fase de grupos - 1.ª ronda                                                                            | Fase de grupos - 2.ª ronda | Fase de grupos - 2.ª ronda                                                                            | Fase de grupos - 3.ª ronda | Fase de grupos - 3.ª ronda                                                                            | Fase de eliminación | Fase de eliminación                                                                                   |
| Jugador                    | Partido                                                                                               | Jugador                    | Partido                                                                                               | Jugador                    | Partido                                                                                               | Jugador             | Partido                                                                                               |
| -------------------------- | --- | -------------------------- | --- | -------------------------- | --- | ------------------- | --- |
| Alphonso Davies            | 2:4 (enlace roto disponible en Internet Archive; véase el historial, la primera versión y la última). | Francisco Calvo            | 1:1 (enlace roto disponible en Internet Archive; véase el historial, la primera versión y la última). | Ariel Rodríguez            | 3:0 (enlace roto disponible en Internet Archive; véase el historial, la primera versión y la última). | Patrick Pemberton   | 1:0 (enlace roto disponible en Internet Archive; véase el historial, la primera versión y la última). |
| Marco Ureña                | 0:1 (enlace roto disponible en Internet Archive; véase el historial, la primera versión y la última). | Luis López                 | 3:0 Archivado el 13 de julio de 2017 en Wayback Machine.                                              | Marcel de Jong             | 0:0 (enlace roto disponible en Internet Archive; véase el historial, la primera versión y la última). | Michael Bradley     | 2:0 (enlace roto disponible en Internet Archive; véase el historial, la primera versión y la última). |
| Miguel Camargo             | 1:1 Archivado el 13 de julio de 2017 en Wayback Machine.                                              | Ismael Díaz                | 2:1 (enlace roto disponible en Internet Archive; véase el historial, la primera versión y la última). | Gabriel Torres             | 3:0 (enlace roto disponible en Internet Archive; véase el historial, la primera versión y la última). | Rodolfo Pizarro     | 1:0 (enlace roto disponible en Internet Archive; véase el historial, la primera versión y la última). |
| Kévin Parsemain            | 2:0 (enlace roto disponible en Internet Archive; véase el historial, la primera versión y la última). | Jordan Morris              | 3:2 (enlace roto disponible en Internet Archive; véase el historial, la primera versión y la última). | Alejandro Bedoya           | 0:3 (enlace roto disponible en Internet Archive; véase el historial, la primera versión y la última). | Andre Blake         | 2:1 (enlace roto disponible en Internet Archive; véase el historial, la primera versión y la última). |
| Andre Blake                | 0:2 (enlace roto disponible en Internet Archive; véase el historial, la primera versión y la última). | Rodolfo Zelaya             | 2:0 (enlace roto disponible en Internet Archive; véase el historial, la primera versión y la última). | Nelson Bonilla             | 1:1 (enlace roto disponible en Internet Archive; véase el historial, la primera versión y la última). | Clint Dempsey       | 0:2 (enlace roto disponible en Internet Archive; véase el historial, la primera versión y la última). |
| Elías Hernández            | 3:1 Archivado el 12 de julio de 2017 en Wayback Machine.                                              | Hedgardo Marín             | 0:0 Archivado el 24 de septiembre de 2020 en Wayback Machine.                                         | Jesús Corona               | 0:2 (enlace roto disponible en Internet Archive; véase el historial, la primera versión y la última). | Andre Blake         | 0:1 (enlace roto disponible en Internet Archive; véase el historial, la primera versión y la última). |
|                            | |                            | |                            | | Jordan Morris       | 2:1 (enlace roto disponible en Internet Archive; véase el historial, la primera versión y la última). |

### Once ideal
El mejor once ideal de la competición, según la Concacaf.
| Portero     | Defensores                                               | Mediocampistas                                                | Delanteros                  |
| ----------- | -------------------------------------------------------- | ------------------------------------------------------------- | --------------------------- |
| Andre Blake | Graham Zusi Omar González Jermaine Taylor Kemar Lawrence | Darlington Nagbe Jesús Dueñas Michael Bradley Alphonso Davies | Jozy Altidore Jordan Morris |